# Swineshead (Lincolnshire)
Pour l’article homonyme, voir Swineshead (Bedfordshire).
Swineshead est une paroisse civile et un village du Lincolnshire, en Angleterre.